# Hemiphanes hortense
Hemiphanes hortense är en stekelart som beskrevs av Rossem 1987. Hemiphanes hortense ingår i släktet Hemiphanes och familjen brokparasitsteklar. Inga underarter finns listade i Catalogue of Life.